# Mallocera simplex
Mallocera simplex là một loài bọ cánh cứng trong họ Cerambycidae.